# 劉義融
桂阳恭侯劉义融（5世紀—441年7月24日），字义融，南朝宋长沙景王刘道鄰第三子。
宋武帝永初元年（420年），封桂阳县侯，食邑一千户。劉义融早年历任侍中、左卫将军、太子中庶子、五兵尚书。宋文帝元嘉十七年十一月丙戌（440年12月11日），出任领军将军。劉义融有质干，善于用短楯。
元嘉十八年六月辛未（441年7月24日），劉义融去世，追赠车骑将军，谥恭。长子劉覬袭爵。

## 家庭

### 父母
- 父：长沙景王刘道鄰
- 母：长沙妃檀氏，字宪子，谥景定，出自高平平阳檀氏。

### 妻妾
- 夫人：王氏，字韶风，出自琅玡临沂王氏。
- 侧室：汤氏，宣城人。

### 子女
- 长子：桂阳孝侯劉覬，字茂道，散骑常侍，夫人何宪英。
- 次子：临澧忠侯劉袭，字茂德，太子舍人，安成太守，夫人江景婼。
- 三子：劉彪，字茂蔚，秘书郎，夫人褚成班。
- 四子：劉寔，字茂轨，太子舍人，夫人王淑婉。
- 五子：劉季，字茂通，海陵太守，夫人袁氏。
- 长女：劉茂徽，适陈郡长平人殷臧。
- 二女：劉茂华，适庐江潜县人何求。
- 三女：劉茂姬，适平昌安邱人孟诩。
- 四女：劉茂姜，适兰陵人萧惠徽。
- 五女：劉茂容，适兰陵人萧赡。
- 六女：劉茂嫄，适济阳考城江逊。